# 罕見大眼脂鯉
罕見大眼脂鯉，為輻鰭魚綱脂鯉目脂鯉亞目脂鯉科的其中一個種，分布於南美洲蘇利南及法屬圭亞那淡水流域，體長可達6公分，棲息在底中層水域，生活習性不明。